# U التوأمان
U التوأمين هو نجم ثنائي كارثي ونموذج المستعر القزم  يقع في إتجاة كوكبة التوأمان عبارة عن نجم قزم ابيض مرتفع الحرارة ونجم قزم برتقالي  يدوران حول بعض بسرعة عالية وتستغرق الدورة الواحدة اربع ساعات واحدى عشر دقيفة ويتغير مقدار اللمعان من القدر 2 إلى القدر 6, وتستغرق الزيادة في اللمعان فترة من يوم حتى 5 أيام، أما الهبوط إلى أقل لمعان فيستغرق من 10 إلى 15 يوم, والفترات الزمنية بين انفجارين متتاليين متباينة جداً وتقع حول قيمة متوسطة من 20 إلى 600 يوم، وبين طول الدورة وتغيير اللمعان توجد العلاقة التالية: مع زيادة مقدار التغيير في اللمعان تزداد أيضأ المدة الزمنية المتوسطة بين انفجارين، وتمتد هذه العلاقة لتشمل أيضأ النوفاٍٍ التكرارية، أي لتشمل متوسط الفترة بين انفجارين ومقدار التغيير اللمعاني لهذه النجوم, وفي هذا الشأن فإن نجوم التوأمين تتغير مثل النوفا الأقزام، إلا أنه ليس من المعروف حتى الآن إلى أي مدى ينطبق ذلك فيزيائياً, وتسمى نجوم U التوأمين أيضا بنجوم SS الدجاجة.